# Regionalt flygbolag
Regionala flygbolag trafikerar bara ett land eller en region och ofta med mindre flygplan. Vanligt är att de regionala flygbolagen tillhandahåller passagerartrafik där de större flygbolagen inte kan trafikera av ekonomiska eller praktiska skäl.

## De största regionala flygbolagen

### Europa
Belgien
- VLM Airlines

 Danmark
- Cimber Sterling
- Sun-Air of Scandinavia

 Frankrike
- CCM Airlines
- Chalair

 Irland
- Aer Arann
- CityJet

 Island
- Flugfélag Íslands

 Italien
- Air Dolomiti

 Norge
- Widerøe

 Portugal
- Portugália

 Schweiz
- Darwin Airline

 Spanien
- Air Nostrum
- Binter Canarias

 Storbritannien
- Air Southwest
- Aurigny Air Services
- BA Connect
- BA CityFlyer
- Blue Islands
- Eastern Airways
- Flybe

 Sverige
- BRA

### Världen
Australien
- Airnorth

 Kanada
- Air Canada Jazz

 USA
- American Eagle Airlines
- Freedom Airlines
- Horizon Air
- Mesa Airlines
- Pinnacle Airlines
- SkyWest Airlines